# Szaran (Rosja)
Szaran (ros. Шаран, baszk. Шаран) – wieś (ros. село, trb. sieło) w Rosji, w Baszkortostanie. W 2010 roku liczyła 5929 mieszkańców.